# Christine Oddy
Christine Oddy (n. 20 septembrie 1955, Coventry, Anglia, Regatul Unit – d. 26 iulie 2014) a fost o politiciană britanică și membră a Parlamentului European în perioadele 1989-1994 și 1994-1999 din partea Regatului Unit. 
1. 1 2  Deputații în Parlamentul European